# فترة الصلاحية

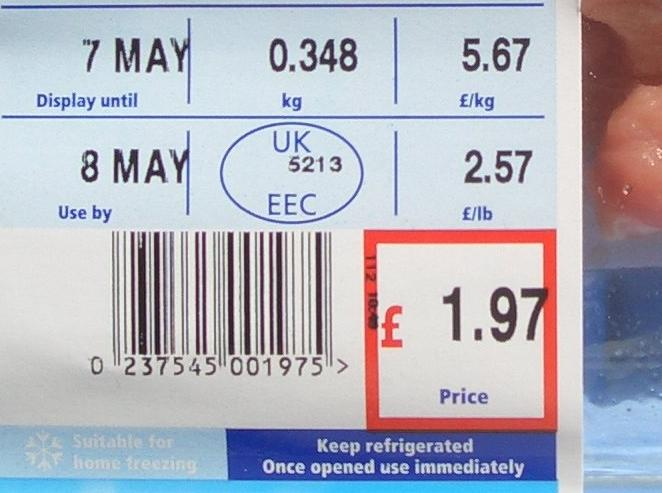
هذه رزمة من مكعبات لحم الخنزير تقول بأن 'آخر تاريخ مسموح فيه عرض المنتج للبيع' هو السابع من مايو و'تاريخ يستخدم قبل' هو الثامن من مايو

فترة الصلاحية (أو فترة الحفظ قبل البيع أو عمر التخزين) هي المدة الزمنية التي تعطى للطعام والشراب والدواء والكيمياويات والمواد المعرّضة للتلف قبل أن يتم اعتبارها غير مناسبة للبيع والاستخدام أو الاستهلاك. في بعض المناطق يلزم وضع عبارة صالحة لغاية (A Best Before) ويستخدم قبل (Use By) أو تاريخ الطزاجة (Freshness Date) على الأغذية المعلبة القابلة للتلف.
فترة الصلاحية هي الفترة الزمنية الموصى بها بحيث يمكن تخزين السلع خلالها وتبقى جودة نسبة محددة من البضائع مقبولة تحت ظروف متوقعة (أو محددة) من حيث التوزيع والتخزين والعرض.
تُستخدم معظم ملصقات فترة الصلاحية أو قوائم تواريخ الانتهاء كتعليمات تعتمد على التعامل العادي مع المنتجات. لا يضمن الاستخدام قبيل تاريخ الانتهاء (Expiration Date) بالضرورة سلامة الغذاء أو الدواء ولا يكون المنتج خطرا دائما أو غير فعّال بعد تاريخ الانتهاء.

## فترة الصلاحية
يختلف مصطلح فترة الصلاحية عن تاريخ الانتهاء؛ يتعلق المصطلح السابق بجودة الغذاء أما اللاحق بسلامة الغذاء. قد يبقى المنتج الذي تجاوز فترة الصلاحية الخاصة به آمنا وأما جودته فلم تعد مضمونة أكثر من ذلك. في معظم محلات الغذاء، يتم زيادة فترة الصلاحية عن طريق نظام الدوران المستودعي (بالإنجليزية: Stock Rotation) والذي يتطلب نقل المنتجات ذات آخر تاريخ مبكر مسموح فيه بعرض المنتج للبيع (Sell By Date) إلى مقدمة الرّف، مما يعني أن معظم المتسوقين سيلتقطونها أولا وهذا يعني إخراجها من المتجر. تكمن أهمية هذا الإجراء في أن بعض المتاجر قد تغرّم بسبب بيعها منتجات منتهية التاريخ ومعظمها إن لم يكن جميعها ستضطر إلى تسجيل مثل هذه المنتجات كمنتجات مهدرة مما يؤدي إلى خسارة الأرباح.
تتأثر فترة الصلاحية وإلى حد بعيد بعوامل عدة وهي التعرض للضوء والحرارة ونقل الغازات (يشمل ذلك الرطوبة) والإجهاد الميكانيكي والتلوث بالأشياء مثل الكائنات الحية المجهرية. غالبا ما يتم تمثيل جودة المنتج رياضيا حول متغير (تركيز المركب الكيميائي ومؤشر الميكروبيولوجية أو محتوى الرطوبة).
تعتبر فترة الصلاحية بالنسبة لبعض الأغذية عاملا مهما في الصحة. فالملوثات البكتيرية موجودة في كل مكان؛ والأغذية التي تترك غير مستخدمة لفترة طويلة جدا ستكتسب كميات كبيرة من المستعمرات البكتيرية في غالب الأحيان ويصبح من الخطر التهامها مما يؤدي للتسمم الغذائي. برغم ذلك فإن فترة الصلاحية بحد ذاتها لا تعد مؤشرا دقيقا على سلامة الغذاء. على سبيل المثال فإن الحليب المبستر يبقى طازجا لمدة خمسة أيام بعد آخر تاريخ مسموح فيه بعرض المنتج للبيع إذا ما تم تبريده بشكل سليم؛ وعلى العكس من ذلك فإن كان الحليب يحتوي على بكتيريا مضرة فإن تواريخ «يستخدم قبل» تصير غير ذات علاقة بالموضوع.
يعيّن تاريخ انتهاء الصلاحية للمواد الصيدلانية التاريخ الذي يضمن فيه المصنّع الفعالية الكاملة وسلامة الدواء. وتبقى معظم الأدوية فعالة وآمنة بعد انتهاء مدة صلاحيتها؛ ويزعم حدوث استثناء نادر لهذا الأمر في حالة الحماض الأنبوبي الكلوي (Renal Tubular Acidosis) الذي يسببه التتراسيكلين. أظهرت النتائج في دراسة أجرتها إدارة الغذاء والدواء الأمريكية وشملت أكثر من 100 نوع من الدواء والوصفات والأدوية التي تصرف دون وصفة طبية أن 90% منها يمكن أن تظل آمنة وفعالة إلى زمن يتجاوز 15 عاما بعد تاريخ انتهاء الصلاحية. قال جول دافيس وهو مدير سابق لإدارة الالتزام لانتهاء الصلاحية في إدارة الغذاء والعقاقير أنه ومع حفنة من الاستثناءات –بشكل خاص النتروجليسرين والإنسولين والمضادات الحيوية السائلة- فإن معظم الأدوية المنتهية صلاحيتها هي فعالة غالبا.
من الممكن إدماج المواد الحافظة والمواد المضادة للأكسدة في بعض منتجات الغذاء والدواء لتمديد فترة صلاحيتها. تستخدم بعض الشركات ختم الحث وأكياس الفراغ لتساعد في تمديد فترة صلاحية بعض منتجاتها.
يمكن التحكم ببعض العوامل المحلّلة باستخدام التغليف الملائم، فعلى سبيل المثال فإن زجاجة العنبر التي تستخدم في كثير من أنواع البيرة تحجب أطوال الموجات الضوئية الضارة في حين لا يمكن لزجاجات البيرة الشفافة تحقيق نفس الشيء. يمدّد التغليف باستخدام مواد حاجزة (بمعدل نفوذية أبخرة ورطوبة منخفض، الخ.) فترة الصلاحية لبعض الأغذية والمواد الصيدلانية.
يعرّف برنامج فترة الصلاحية لوزارة الدفاع الأمريكية (DoD) فترة الصلاحية بأنها:

الفترة الزمنية الكلية التي تبدأ من تاريخ التصنيع وتاريخ العلاج (خاص بمنتجات المطاط والمنتجات المرنة فقط) وتاريخ التجميع أو تاريخ التغليف (في حالة المؤن فقط) وتنتهي بالتاريخ الذي يتم فيه استخدام المادة فقط (تاريخ الانتهاء) أو إخضاعها للتفتيش والفحص والتجديد أو التخلص منها أو بعد تصرف تفتيش/ مخبري اختباري/ تجديدي بحيث يمكن أن يظل المنتج في أنظمة البيع بالجملة المشتركة (ويشمل ذلك المصّنعين) والتخزين بالتجزئة ويظل صالحا للإنتاج والاستخدام من قبل المستخدم. يجب أن لا نخلط بين فترة الصلاحية وفترة الخدمة (والتي تعرّف بأنها مصطلح عام يستخدم تحديد معدّل أو توقع مستوى الحياة للعنصر أو الجهاز في أثناء استخدامه. حين يتم فك تغليف العنصر الذي له فترة صلاحية ما وتعريضه لمتطلبات وظيفته وتنصيبه في التطبيق المقصود أو تركه في المخزن ببساطة بحيث يوضع في صناديق غير مستهلكة أو يبقى كسهم بديل فإن إدارة فترة الصلاحية تتوقف لتبدأ فترة الخدمة).

عادة ما توصف فترة الصلاحية بالتعاون مع نظام محدد يخص المنتج والعبوة والتوزيع. على سبيل المثال فإن حصة الميدان من الوجبات الجاهزة للأكل تصمم لتكون فترة صلاحيتها 3 سنوات عند درجة حرارة 80 درجة على مقياس فهرنهايت ولمدة ستة أشهر عند 100 درجة على مقياس فهرنهايت.

## مراقبة درجة الحرارة
تحدث كل التفاعلات الكيماوية تقريبا (عند معدلات مختلفة اعتمادا على الطبيعة الفردية للتفاعل) عند درجات حرارة مشتركة. تشمل الأمثلة على ذلك تحطم كثير من المتفجرات الكيميائية إلى مركبات أقل استقرارا والنيتروغليسرين مركب سيئ السمعة في هذا المجال ولذا تعتبر المتفجرات القديمة أكثر خطورة (مثال: عرضة للانفجار بواسطة اضطرابات صغيرة جدا وحتى بسبب هزهزة طفيفة) أكثر من مثيلتها المصنعة حديثا. كما وتتحلل منتجات المطاط وذلك لأن روابط الكبريت تم حثها خلال عملية الفلكنة؛ وهذا هو السبب في أن شرائط المطاط القديمة وغيرها من منتجات المطاط تصبح أكثر لزوجة ومرونة كلما تقدم بها الزمن.
تحدث عمليات التحطم هذه بسرعة أكبر عند درجات الحرارة العالية على نحو مخصوص. القاعدة التي تم تناقلها عن تجربة هي أن التفاعلات الكيميائية تضاعف معدلها لكل ارتفاع يساوي 10 درجات سيليزية (س0) في درجة الحرارة وذلك لأن حواجز طاقة التنشيط يمكن التغلب عليها بسهولة في درجات حرارة أعلى. ولكن وكما يحدث مع كل تلك القواعد فهناك العديد من التحذيرات والافتراضات. يمكن تطبيق القاعدة التي تم ذكرها على التفاعلات التي تكون قيم طاقتها التنشيطية قريبة من 50 كغ/مول؛ وكثير من هذه التفاعلات مهمة في درجات حرارة معتادة نصادفها؛ وعادة ما يتم تطبيقها في تقدير فترة الصلاحية وبشكل خاطئ أحيانا. هناك انطباع واسع الانتشار في الصناعة مثلا أن «الوقت الثلاثي» يمكن محاكاته بالممارسة عن طريق زيادة درجة الحرارة بمقدار 15 س0 ومثال على ذلك هو أن تخزين منتج لمدة شهر واحد عند درج حرارة 35 س0 يحاكي التخزين لمدة 3 أشهر عند درجة حرارة 20 س0. هناك تنوع كاف بخصوص هذه المسألة بحيث لا يمكن الاعتماد على هذه القاعدة العملية روتينيا.
ينطبق هذا الأمر بشكل مماثل على التفاعلات الكيمائية في الحياة إلى حد ما. فعادة ما يتم حفزها إنزيميا مما يغيّر معدلات التفاعل ولكن مع نشاط حفز ثابت فإن القاعدة المجربة ما زالت قابلة للتطبيق على الأغلب. في حالة البكتيريا والفطريات بالذات، تبرز الحاجة إلى التفاعلات لتغذية وإعادة إنتاج زيادة عند درجات حرارة أعلى إلى الحد الذي تبدأ فيه البروتينات والمركبات الأخرى في خلاياها بالتحلل أو التلف بسرعة بحيث لا يمكن استبدالها. هذا هو السبب في قدرة درجات الحرارة العالية على قتل البكتيريا والكائنات الدقيقة الأخرى. تصل تفاعلات تحلل 'الأنسجة' إلى مثل هذه المعدلات بحيث لا يمكن تعويضها فتموت الخلايا. من ناحية أخرى؛ فإن رفع درجات الحرارة الأقصر من هذه تتسبب في نمو متزايد وإعادة إنتاج-إن كان الكائن الحي مضرا-إلى مستويات خطرة ربما.
مثلما تساهم الزيادات في درجة الحرارة في تسريع التفاعلات فإن خفض درجات الحرارة ينقص منها. ولهذا لجعل المتفجرات مستقرة لفترات أطول أو للإبقاء على شرائط المطاط نابضة بالحركة أو لإجبار البكتيريا على الإبطاء من نموها يمكن تبريدها. وهذا هو السبب في استخدام التحكم في درجات الحرارة (التبريد وحاويات الشحن المعزولة وسلسلة التبريد المُتحكًم فيها الخ.) لتمديد فترة الصلاحية وهو السبب أيضا في أن بعض الأغذية والأدوية يجب أن يتم تبريدها.
يمكن أن تسجل مسجلات بيانات درجات الحرارة وبطاقات بيانات تحديد الترددات الراديوية ومؤشرات وقت دراجات الحرارة تاريخ درجات الحرارة للشحنة لتساعد في تحديد فترة الصلاحية المتبقية.

## الأسماء الشبيهة

### صالحة لغاية
تظهر تواريخ صالحة لغاية أو صالحة قبل على مجموعة واسعة من الأغذية المجمدة والمجففة والمعلبة وغيرها. هذه التواريخ عبارة عن تواريخ استشارية فقط وتشير إلى جودة المنتج على العكس من تواريخ يستخدم قبل والتي تدل على أن المنتج لم يعد من المطمئن استهلاكه بعد التاريخ المحدد. ومع ذلك فإن حوالي ثلث الأغذية المشتراة يتم رميها بينما لا تزال صالحة للأكل.[بحاجة لمصدر] في الواقع فإن الطعام الذي يبقى محفوظا لأبعد من تاريخ صالح لغاية لن يكون ضارا بالضرورة ولكنه قد يبدأ بخسارة نكهته وملمسه الأفضل. يعتبر البيض حالة خاصة في هذه الحالة وذلك لأنه قد يحتوي على السالمونيلا التي تتضاعف عبر الزمن؛ ولذا يجب أن لا يؤكل بعد تاريخ صالح لغاية والذي هو 28 يوما على الأكثر بعد وضع البيض. يجب أن يباع البيض إلى المستهلك خلال فترة 21 يوما من تاريخ وضعه[بحاجة لمصدر] مما يعني أنه يتوجب بيعه قبل 7 أيام من انتهاء تاريخ 'صالح لغاية'.
قد تتطلب عملية التغليف أحيانا استخدام ملصقات مطبوعة مسبقا مما يجعل من كتابة تاريخ صالحة لغاية في مكان واضح أمرا غير عملي. في مثل هذه الحالة؛ يمكن طباعة مصطلح مثل: انظر الأسفل لتاريخ صالحة لغاية أو انظر الغطاء لتاريخ صالح لغاية على الملصق فيما يتم تمييز التاريخ في مكان آخر كما يشير الملصق.

### يستخدم قبل

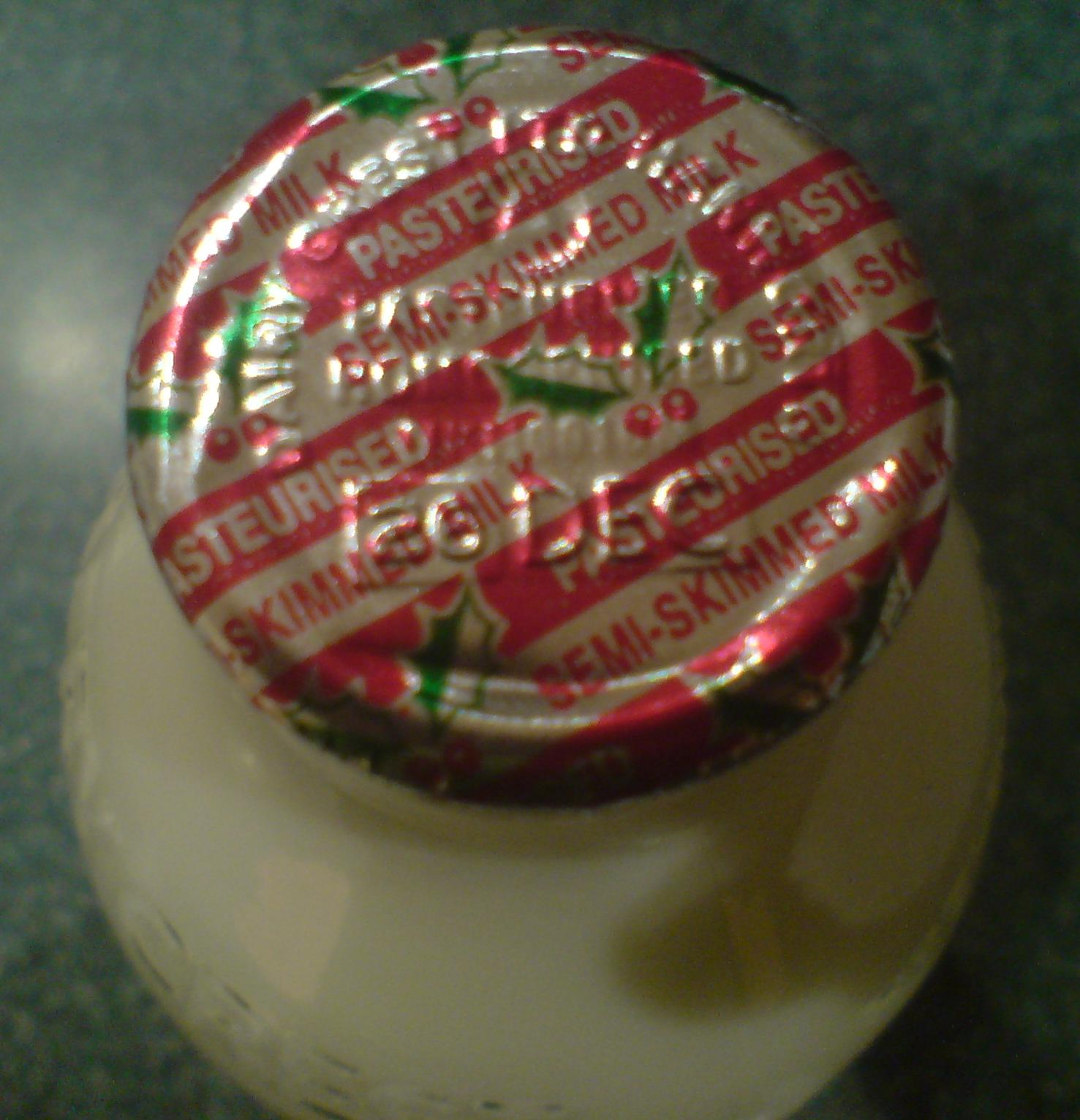
غطاء زجاجة حليب من القصدير من المملكة المتحدة يعرض تاريخ يستخدم قبل 26 ديسمبر مضغوطا على القصدير.

عموما لا يجب تناول الأغذية التي تحتوي تاريخ يستخدم قبل على التغليف بعد التاريخ المحدد. ذلك لأن مثل هذه الأغذية عادة ما تفسد بسرعة وقد تكون ضارة للصحة عندها. من المهم أيضا اتباع تعليمات التخزين بحذر لهذه الأغذية (مثال: يجب تبريد المنتج).
عادة ما يكون من الآمن تناول الأطعمة بعد مرور تاريخ صالحة لغاية بالرغم من أنه من المرجح أن تتدهور سواء من ناحية الطعم والملمس والمظهر أو التغذية.
وعادة ما تحدد منتجات/أدوات النظافة الخاصة بالمراحيض فترة زمنية تكون بالأشهر والذي عند فتح المنتج يجب استخدامه خلالها. غالبا ما تتم الإشارة لهذه المدة برسم لحوض مفتوح يكتب داخله عدد الأشهر (مثال: «12 شهرا» تعني استخدم المنتج خلال 12 شهرا من فتحه).

### تاريخ الفتح
تاريخ الفتح هو استخدام تاريخ أو رمز مطبوع على عبوة المنتج الغذائي للمساعدة في تحديد كم المدة التي يعرض فيها المنتج للبيع. يصب هذا في مصلحة المستهلك ويؤكد كون المنتج في جودته الأفضل عند شرائه. لا يحل تاريخ الفتح محل تاريخ يستخدم قبل والذي لا يزال من الواجب اتباعه.

### آخر تاريخ مسموح لعرض المنتج للبيع/ يعرض حتى
تهدف هذه التواريخ إلى تتبع المؤن في المتاجر. فالطعام الذي قد تجاوز تاريخ يباع قبل أو يعرض حتى ولكنه ما زال ضمن مدة يستخدم قبل / صالح لغاية ما يزال صالحا للأكل على فرض أنه قد تم تخزينه بطريقة سليمة. من الشائع رمي مثل هذا الطعام في المتاجر الكبرى وذلك لأنه يجعل من عملية مراقبة تتبع المؤن أمرا أكثر سهولة كما أنه يقلل من مخاطر شراء الزبائن للغذاء دون النظر إلى التاريخ ليكتشفوا في اليوم التالي أن استخدامه أمر غير ممكن. إن العبث بالتاريخ المدرج أمر غير قانوني في كثير من البلدان.
معظم المتاجر ستقوم بتطبيق نظام الدوران المستودعي عن طريق نقل المنتجات ذات التواريخ الأقرب إلى واجهة رفوف الوحدات والتي ستسمح ببيع هذه المنتجات مما يحفظها من خفض السعر أو رميها بعيدا حيث يساهم كلاهما في فقدان الأرباح.

## تخفيض الأسعار
من الشائع أيضا بالنسبة للأغذية التي تقترب من تاريخ يستخدم قبل أن يتم خفض سعرها وذلك لتسريع عملية بيعها ويكون ذلك بتخفيض أكبر كلما اقترب موعد تاريخ يستخدم قبل.

## مواضيع متعلقة بتواريخ يباع قبل/ يستخدم قبل
تبعا لمنظمة الإنتاج المعتمد المسؤول حول العالم فإن 33% من كل الطعام المنتج يتم هدره على طول سلسلة التبريد أو على المستهلك.[بحاجة لمصدر] في نفس الوقت، فإن أعدادا كبيرة من البشر تمرض كل عام بسبب الطعام الفاسد. وفقا لمنظمة الصحة العالمية ومراكز مكافحة الأمراض واتقائها فهناك في الولايات المتحدة الأمريكية 76 مليون مرضا منقولا عن طريق الأغذية تؤدي إلى 325,000 حالة دخول إلى المستشفى و5,000 حالة وفاة.

### هل تنوي حكومة المملكة المتحدة استبدال تواريخ يباع قبل/ يستخدم قبل؟
وفقا للوزير البريطاني هيلاري بن فإن تاريخ يستخدم قبل وتواريخ يباع قبل عبارة عن تقنيات قديمة عفا عليها الزمن ويجب استبدالها بحلول أخرى أو التخلص منها تماما.

### كيفية تحسين تواريخ صالحة لغاية / يستخدم قبل؟
هناك طرق عديدة لتحسين صالحة تواريخ صالحة لغاية ويستخدم قبل. وتتضمن هذه الطرق تعليما أفضل للبائعين والمستهلكين عن كيفية استخدام ونقل وتخزين منتجات الغذاء الطازجة وتحسين أداء الثلاجة المنزلية. كما ويمكن تحسينها عن طريق إضافة مؤشرات ذكية إلى العبوة مثل مؤشرات وقت درجة الحرارة الرقمية والتناظرية. تحتوي هذه المؤشرات تسجيلا لدرجات الحرارة التي صودفت خلال النقل أو تحوي طرقا لتأشير درجات الحرارة الزائدة. ومع ذلك فمن المحتمل أن تتسبب هذه الطرق في قضايا ارتباك ومسؤولية عن طريق التعارض مع تاريخ الانتهاء المصنّف.
إن المنتجات التي تمتلك درجات حرارة زائدة يمكن أن يتم تقييمها وتصنيفها إما لتباع بسرعة أو التخلص منها إن دعت الحاجة لذلك.

## تعليمات حكومة الولايات المتحدة الأمريكية
تفرض إدارة الغذاء والدواء التي تنظم الأغذية والأدوية المغلّفة وضع تاريخ يستخدم قبل أو تاريخ الانتهاء على حليب وبعض أغذية الأطفال. يرجع السبب في هذا إلى أن الحليب يجب أن يحتوي على كمية محددة من كل مادة مغذية يتم وصفها على الملصق. ولذا إذا ما تم تخزين الحليب لفترة طويلة فسيفقد جودة التغذية كما وسيفصل أو سيكوّن كتلا تسد حلمة زجاجة الرضاعة. باستثناء حليب الرّضع وبعض أغذية الأطفال فإن وضع التاريخ على المنتجات ليس بالأمر الإلزامي من قبل الأنظمة الاتحادية.[بحاجة لمصدر]
قسم الزراعة الذي ينظم المنتجات واللحوم الطازجة يستلزم وسم التاريخ عند تعبئة الدواجن في المزرعة. ولكن العديد من المصنعين يضيفون تواريخ يباع قبل ويستخدم قبل أيضا.
يعمل برنامج فترة الصلاحية الخاص بوزارة الدفاع تحت تنظيم وزارة الدفاع رقم 4140.1-R، قانون تنظيم إدارة المواد الخاص بوزارة الدفاع، ()

أ- هناك مواد في نظام وزارة الدفاع ونظام الاحتياط الفيدرالي تتطلب معالجة خاصة تبعا لخصائص تدهورية معينة. يمكن صيانة هذه المواد بشكل جيد لضمان أن يتم تزويد المستهلك بمادة طازجة صالحة للاستخدام. إن الغرض من هذا الدليل هو التأسيس لبرنامج وعملية لفترة الصلاحية مع تأكيد خاص على تلك المواد التي تمتلك خصائص تدهورية معروفة لتخفيف خطر انتهاء تاريخ فترة الصلاحية وهفوات المواد-العناصر ذات فترة صلاحية تتجاوز تواريخ الفحص-الاختبار الخاصة بها.
ب- تزويد سياسة وإجراءات أساسية لإدارة كل من المواد المستهلكة وغير المستهلكة التي لها فترة صلاحية والتي قد تكون مواد خطرة (بالإنجليزية: HAZMAT) أو موادا غير خطرة عن طريق استطلاع كل أصناف المؤن المخزنة على جميع مستويات نظام الاحتياط الفيدرالي. تتبع إدارة فترة الصلاحية الخاصة بالمواد الخطرة ذات الإجراءات المتبعة في حالة باقي المواد ذات فترة الصلاحية باستثناء أن المواد الخطرة يجب أن تتلقى أولوية المعالجة عن المواد غير الخطرة. التعليمات والمسائل التي تتعلق باكتساب وتخزين ومعالجة ونقل والتخلص من المواد الخطرة معنونة في الفصل الثالث والخامس من هذا الدليل. الصنف الأول المؤن المعرضة للتلف، الصنف الثالث شحن البترول والصنف الخامس الذخيرة والصنف الثامن باء الدم تم استثناؤها من الدليل وسيتم متابعة إدارتها وفقا للأنظمة القائمة. السلع التي استثنيت من هذا الدليل قد يتم تمثيلها بعنصر DoD الخاص بها إلى مجلس DoD الخاص بفترة الصلاحية. يمكن إيجاد «أصناف المؤن» في الملحق رقم 16 من DoD 4140.1-R.
جـ - يؤيد هذا الدليل مقاييس منع التلوث في تعليمة DoD رقم 4715.4 الخاصة بتقليص (HAZMIN) المواد الخطرة (HAZMAT) وتأسيس مراقبة وفلسفات إدارة المواد الخطرة (HMC&M) والتي تتضمن توحيد وإعادة استخدام الممارسات التي تعتنق الحد من HAZMIN و HAZMAT لخفض تيار النفايات الخطرة.
د-تدمج الملاحق من أ وحتى ز هذا الدليل وتقدم معلومات إضافية وثيقة الصلة ببرنامج إدارة فترة الصلاحية الخاص بـ DoD.
الملحق ط يعمل كدليل مرجعي سريع لهذا الدليل.

## البيرة

### تاريخ الطزاجة-النضارة
تاريخ الطزاجة هو التاريخ الذي يستخدم في صناعة الخميرة الأمريكية ليدل إما على الوقت الذي تمت تعبئة البيرة فيه أو التاريخ الذي يجب استهلاك البيرة قبل الوصول إليه.
البيرة معرضة للتلف حيث يمكن أن تتأثر بالضوء والهواء أو نشاط البكتيريا. على الرغم من أن البيرة ليست مطالبة رسميا في الولايات المتحدة الأمريكية بأن يكون لها فترة صلاحية فإن تاريخ الطزاجة يخدم نفس الغرض تقريبا ويستخدم كأداة تسويقية.

### بدايات تاريخ الطزاجة
قامت الشركة العامة للتخمير في سان فرانسيسكو بتعليم بيرة لاجر لاكي ‏ خاصتها «كتأريخ العمر» اعتبارا من أواخر سنة 1935. ختمت الشركة تاريخا على غطاء كل علبة ليدل على كل علبة بيرة تم تخميرها قبل ذلك التاريخ. وهذه الطريقة لا تضمن أن البيرة «طازجة» بقدر ما تؤكد أنها عتّقت بشكل صحيح. ولذا دفعت الكثير من مصانع الجعة بالبيرة إلى السوق قبل أن تكون جاهزة عند انتهاء حظر المسكرات بحيث كان الزبائن حذرين من الحصول على بيرة «خضراء». أما شركة بوسطن للبيرة وهي صانعة بيرة صامويل آدامز، فقد كانت ضمن مصانع الجعة الحديثة التي بدأت بإضافة تواريخ الطزاجة إلى خط إنتاجها في عام 1985. لمدة 10 سنوات كان هناك نمو بطيء في عدد المصانع التي كانت تضيف تواريخ الطزاجة إلى البيرة التي تصنعها. بدأت هذه الممارسة بالصعود سريعا بعد أن بدأت شركة Anheuser-Busch بتعليم خمورها «بتواريخ ولد في» بدءا من عام 1996. بدأت مصانع جعة عديدة بإضافة تاريخ الطزاجة إلى منتجاتها، ولكن لم يكن هناك مقياس لمعنى التاريخ. بالنسبة لبعض الشركات فإن التاريخ على الزجاجة أو العلبة يمثل التاريخ الذي عبئت فيه البيرة بينما وضع آخرون التاريخ الذي يجب أن تستهلك البيرة قبل وقوعه.

### المعالجة
قبل أن تتم تعبئة البيرة، فإنها تعالج لإطالة فترة صلاحيتها مما يؤثر بشكل واضح على تاريخ طزاجة البيرة. يمكن تحقيق ذلك بطرق عدة ولا تستخدم كلها بواسطة مصنع جعة محدد:
- البسترة: هي العملية التي يتم فيها تسخين السائل لوقت قصير لقتل الميكروبات التي قد تتواجد فيه. استخدمت البسترة لأعوام عدة لإبقاء الحليب آمنا للشرب وذلك بسبب البكتيريا التي قد توجد فيه.
- الترشيح المعقم: حيث تمرر البيرة عبر نظام ترشيح ميكانيكي والذي يزيل أي شيء أكبر من حجم 0.5 ميكروميتر. يزيل هذا أي خميرة أو جناجل قد تكون لا تزال موجودة في البيرة وقد تستمر في التفاعل معها.
- يسمح تكييف الزجاجات للخمائر بأن تبقى في البيرة بعد تعبئتها ويساعد هذا في منع حدوث بعض الأكسدة للبيرة.
- تؤثر الطزاجة طول العمر على الوقت الذي يلزم البيرة لتفسد ويعتمد هذا على نوع المكونات التي تحتوي عليه البيرة. إذا ما احتوت البيرة على جناجل وكحول أكثر من ذلك، فستبقى طازجة لفترة أطول من تلك التي ليست قوية.

## قراءات إضافية
- Anonymous, "Cold Chain Management", 2003, 2006,  نسخة محفوظة 9 نوفمبر 2007 على موقع واي باك مشين.
- Kilcast, D., Subramamiam, P., "The Stability and Shelf-life of Food, Woodhead Publishing, 2000, ISBN 1-85573-500-8
- Labuza, T. P., Szybist, L., "Open dating of Foods". 2001, Food and Nutrition Press, Trumbul CN; other edition: Wiley-Blackwell, 2004, ISBN 0-917678-53-2
- Man, C. M., Jones. A. A., "Shelf-Life Evaluation of Foods", ISBN 0-8342-1782-1
- Steele, R., "Understanding and measuring the shelf-life of food", Woodhead Publishing, 2004, ISBN 1-85573-732-9
- Weenen, H., Cadwallader, K., "Freshness and Shelf Life of Foods", ISBN 0-8412-3801-4

## وصلات خارجية
- USDA - تعليمات تأريخ وتخزين المنتج الغذائي
- FDA - طزاجة الغذاء والتغليف الذكي
- كيف تخزّن غذاءك نسخة محفوظة 27 مايو 2007 على موقع واي باك مشين.
- ShelfLifeAdvice.com - قواعد بيانات مجانية لتواريخ انتهاء العديد من الأغذية ومقالات حول تخزين الأطعمة